# Charles de Wailly

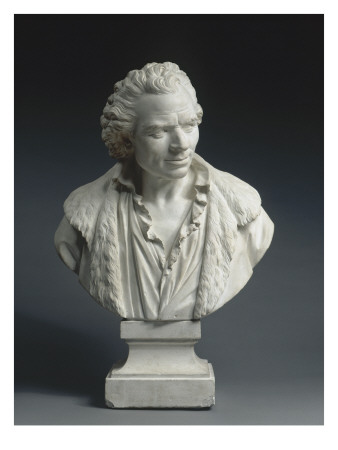
Charles de Wailly, Marmorbüste von Augustin Pajou, 1789

Charles de Wailly (* 9. November 1730 in Paris; † 2. November 1798 ebenda) war ein französischer Architekt und Stadtplaner. Er galt als einer der wichtigsten Vertreter des französischen Frühklassizismus.

## Leben

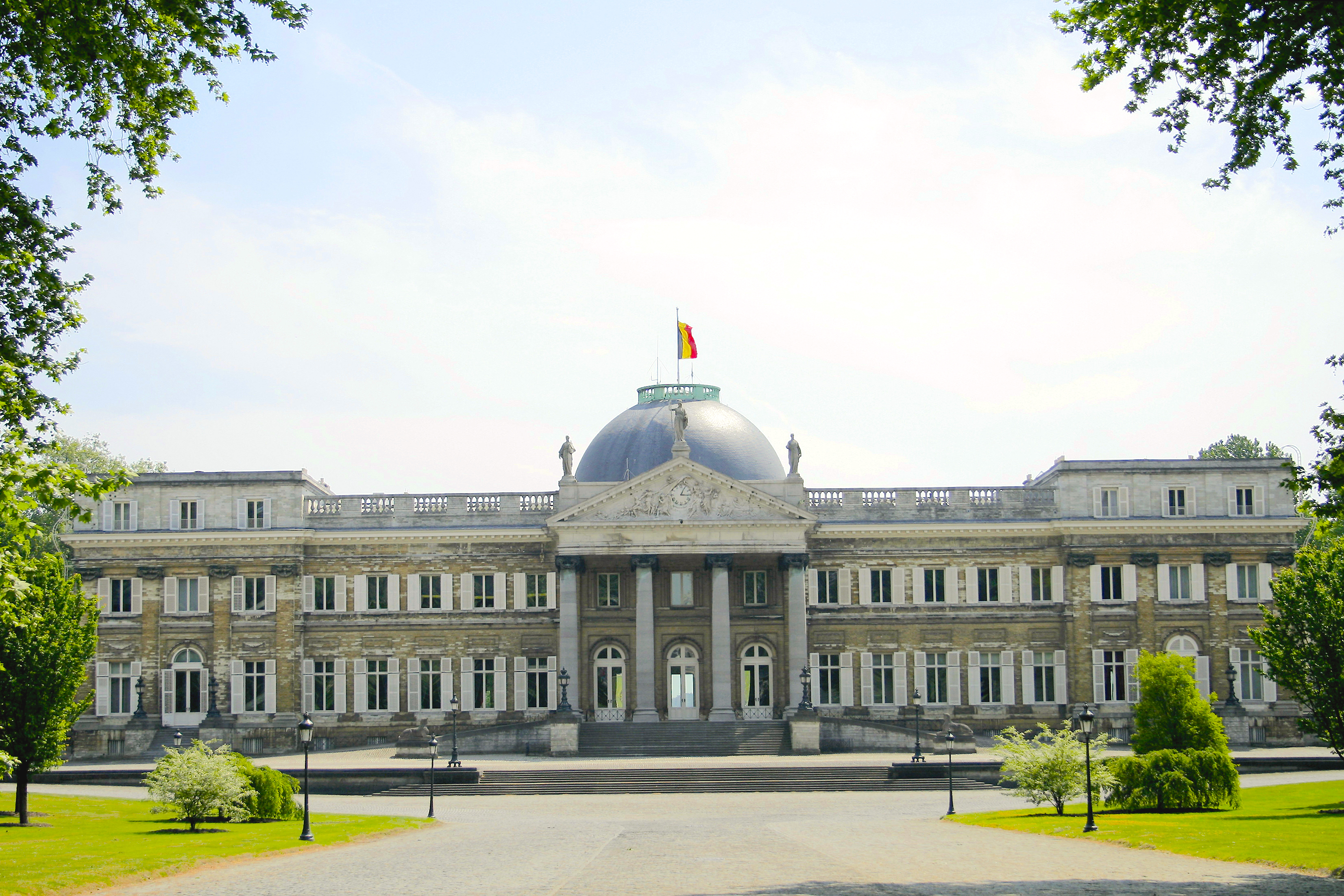
Schloss Laken

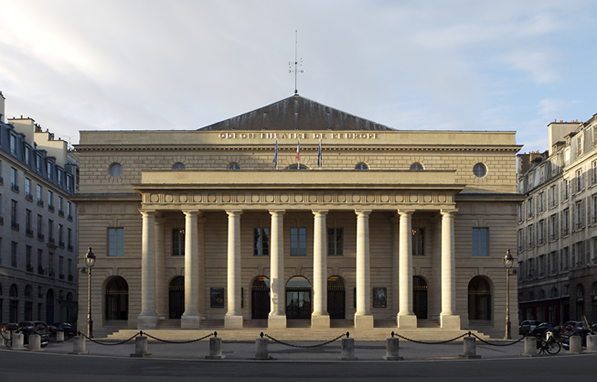
Théâtre L'Odéon, Paris

De Wailly begann seine Ausbildung bei Jean-Laurent Legeay; zu seinen Mitschülern gehörte unter anderen Étienne-Louis Boullée. Mit 19 Jahren wurde er an die private Kunstschule Jacques-François Blondels aufgenommen und lernte dort William Chambers und Giovanni Niccolò Servandoni kennen. 1752 gewann er den Grand Prix de Rome in Architektur, der ihm einen dreijährigen Aufenthalt an der Académie de France in Rom ermöglichte. Das Stipendium teilte er mit seinem Freund Pierre-Louis Moreau-Desproux. Beide nahmen an den Ausgrabungen der Thermen des Diokletian teil. In Rom freundete er sich mit dem Bildhauer Augustin Pajou an, der Büsten von ihm und seiner Frau schuf.
Sein erster größerer Auftrag war 1764 der Bau des Schlosses Montmusard bei Dijon. Unter Jacques-Ange Gabriel arbeitete er 1767 beim Innenausbau der Königlichen Oper von Versailles. Im selben Jahr beauftragte ihn der königliche Baudirektor Abel François Poisson de Vandières, Bruder der Madame de Pompadour, mit ersten Entwürfen für ein Theater der Comédie-Française und Arbeiten an seinem Schloss in Menars.
Zusammen mit Marie-Joseph Peyre wurde er 1772 zum Architekten des Château de Fontainebleau ernannt. Ein längerer Aufenthalt in Genua folgte 1773, um den Palast der Familie Spinola zu renovieren. Mehrfach bereiste er in der Angelegenheit Italien und nutzte die Gelegenheit, auch antike Marmorskulpturen zu  erwerben, um sie dann in Paris an reiche Kunden gewinnbringend zu veräußern.
1779 wurde die königliche Genehmigung zum Bau des Theaters der Comédie-Française, dem heutigen Théâtre National de l’Odéon, erteilt. Ausführung und Innenausstattung erfolgten zusammen mit Marie-Joseph Peyre und dauerten drei Jahre.
Landgraf Friedrich II. von Hessen-Kassel besuchte 1781 Paris und beauftragte de Wailly mit Planungen zum Umbau des Landgrafenschlosses in Kassel und dessen städtebauliche Einbindung. De Wailly kam 1782 nach Kassel und legte dort seine Pläne vor. Es folgten im Jahr 1785 drei Projekte zum Neubau des Schlosses Weißenstein, später Wilhelmshöhe genannt, die jedoch aufgrund des Todes Friedrichs am 31. Oktober 1785 nicht zur Ausführung kamen.
Im gleichen Zeitraum erfolgten Entwürfe zu Theater- und Schlossbauten für den Gouverneur der österreichischen Niederlande Albert Kasimir von Sachsen-Teschen in Brüssel.
Nach der französischen Revolution wurde er 1795 in das neugegründete Institut national des sciences et des arts, Bereich Architektur, gewählt. Zudem ernannte man ihn zum Kurator für Gemälde und schickte ihn in die annektierten Länder Belgien und Holland, um dort Kunstwerke für Paris auszusuchen. Nach seinem Tode 1799 übernahm Jean-François Chalgrin seinen Sitz in der Akademie.

## Familie
De Wailly war verheiratet mit Adelaide Flora Belleville. Sein Bruder Noël-François De Wailly (1724–1801) war ein bekannter Sprachwissenschaftler.

## Werke

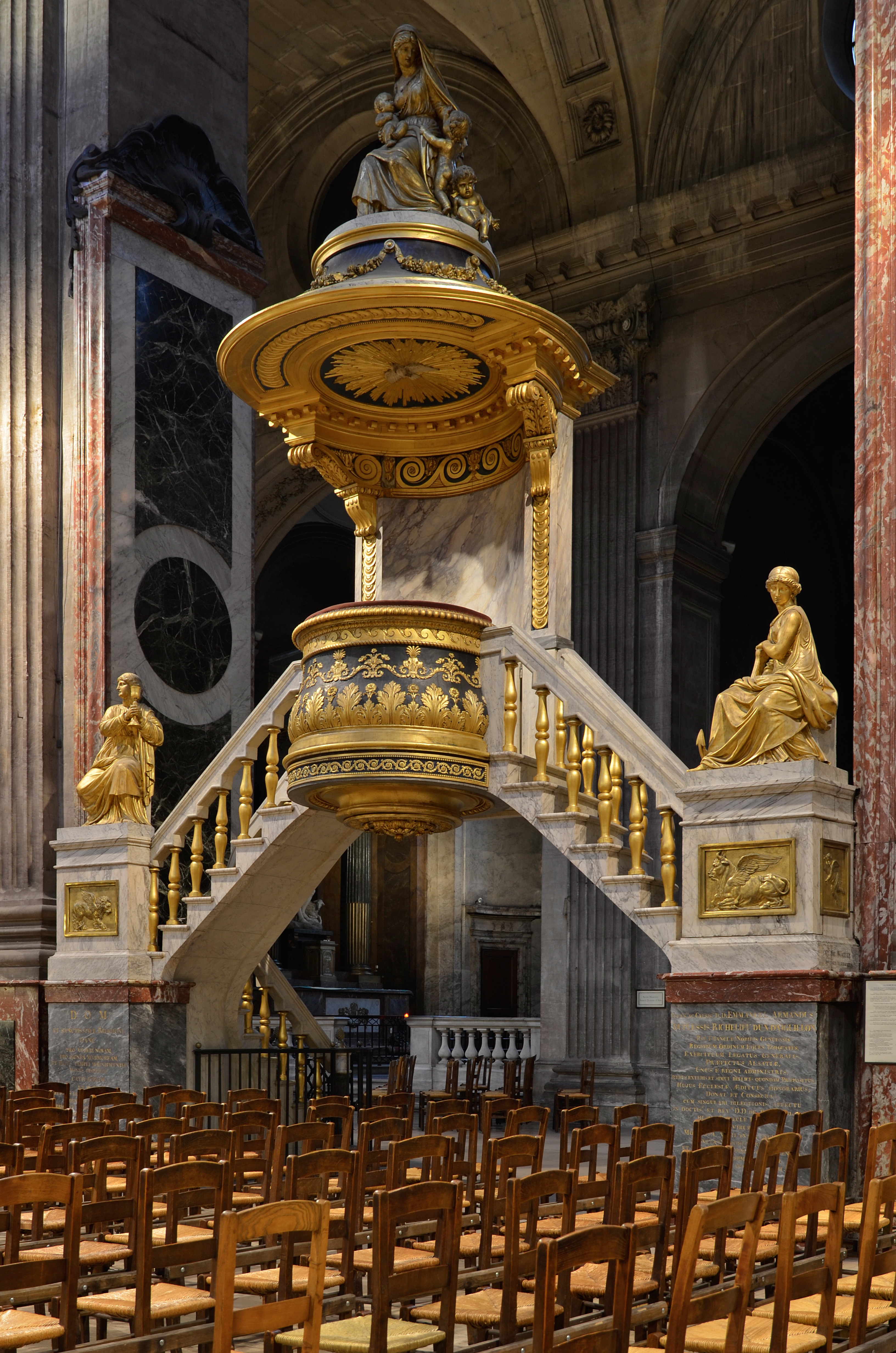
Kanzel in St. Sulpice, Paris

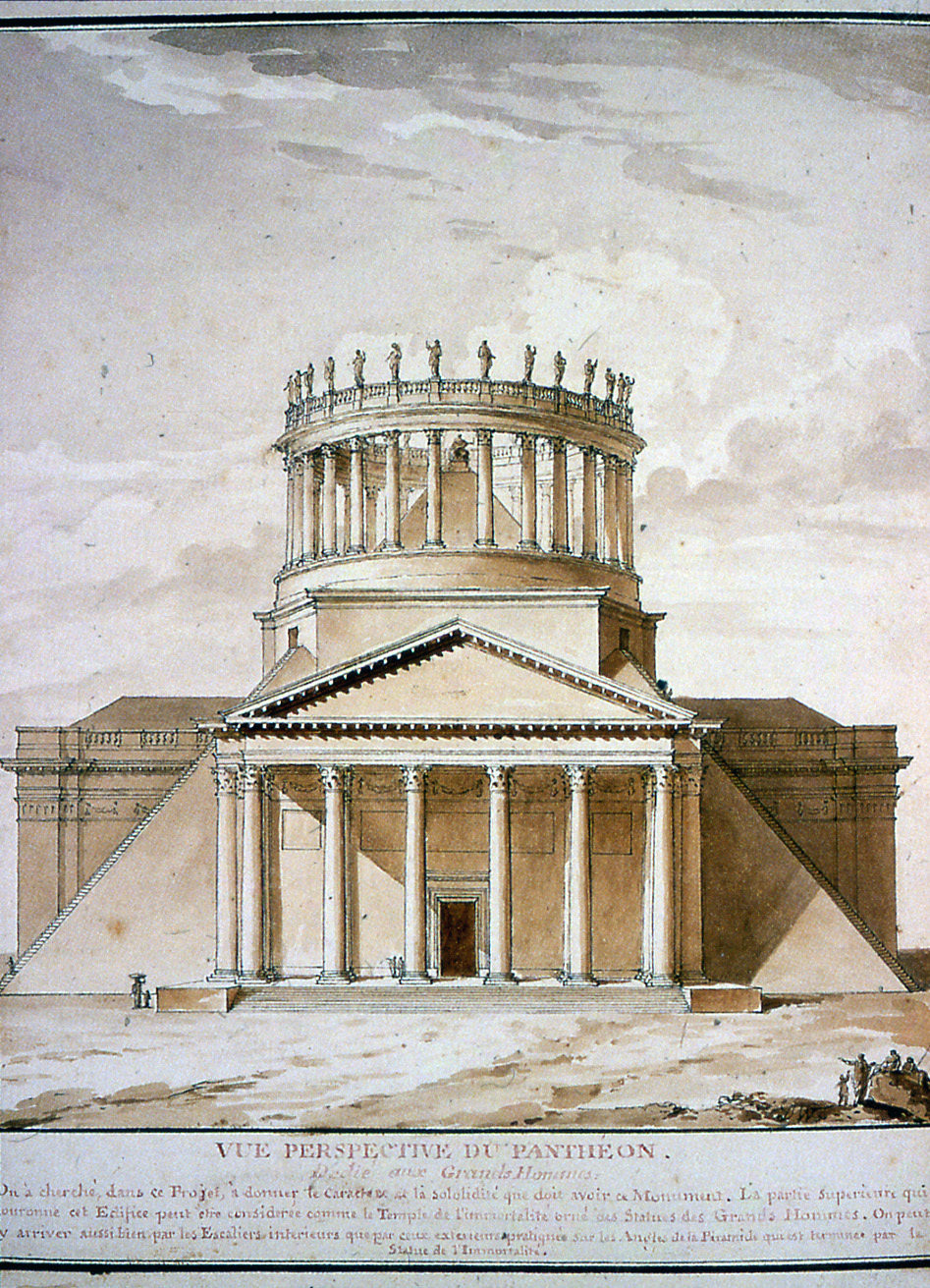
Projekt zum Umbau des Panthéon in Paris

### Frankreich
- 1762–1770 Umbau Hotel d'Argenson (auch Chancery d'Orléans), in der Nähe des Palais-Royal in Paris (1923 zerstört).
- 1765–1768 Chateaux Montmusard bei Dijon (Côte-d'Or) (1795 weitgehend zerstört).
- 1768 Umbau Chateau des Ormes in Ormes für den Marquis de Voyer.
- 1769 Chapelle du Reposoir, Versailles.
- 1770 Temple des Arts, Château de Menars (Département Loir-et-Cher) für den Marquis de Marigny.
- 1774 Wohnhaus Augustin Pajou, rue de La Pépinière 87 (heute Teil der Rue La-Boetie; darin Nr. 49), Paris. (Nach 1898 abgerissen.)
- 1774–1777 Dekoration der Kapelle der Jungfrau Maria in der Kirche von Saint-Sulpice, Paris.
- 1776 Wohnhaus De Wailly, Rue La Boétie 57, Paris.
- 1767–1782 Théâtre de l'Odéon (zusammen mit Marie-Joseph Peyre)
- 1779–1794 Städtebauliche Neuordnung des Gebietes um das Odeon-Theater.
- 1780 Einbau einer Krypta in die Kirche St-Leu-St-Gilles für den Ritterorden vom Heiligen Grab zu Jerusalem
- 1780 Erweiterungsplanung für Port-Vendres.
- 1789 Verschönerungsprojekte für die Umgestaltung von Paris mit neuen Straßendurchbrüchen, Verbindung der Île de la Cité mit der Île Saint-Louis, Regulierung der Seine u. a.

### Belgien
- 1779–1780 Kleines Schlosstheater von Seneffe
- 1781–1784 Schloss Laken
- 1782 Vaux-Hall (heute: Cercle Royal Gaulois) im Warandepark, Brüssel
- 1783 Théâtre royal du Parc, Warandepark, Brüssel (mit Louis Montoyer).
- 1785 Erneuerungsprojekt für das Brüsseler Opernhaus La Monnaie

### Deutschland

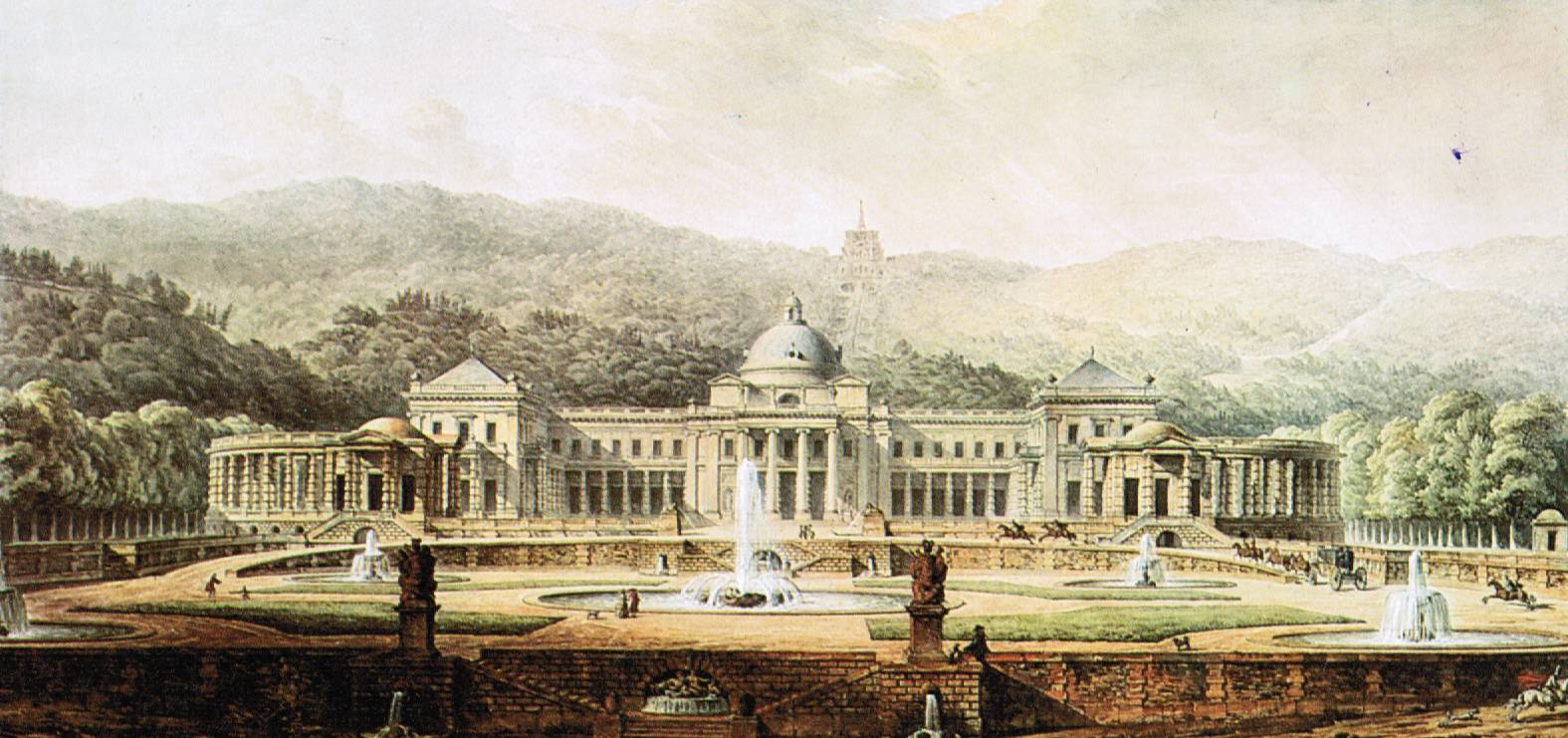
Schlossprojekt für Kassel-Wilhelmshöhe

- 1782 Projekt zum Umbau des Landgrafenschlosses und Neuordnung des Stadtzentrums Kassel
- 1785 Drei Idealprojekte für das Schloss Weißenstein in Kassel-Wilhelmshöhe

### Italien
- 1772 Salone del Sole, Palazzo de Cristoforo Spinola in der Strada Nuova (heute Via Garibaldi) in Genua (1942 zerstört).

### Russland
- 1774 Fassade von Schloss Kuskowo bei Moskau (zusammen mit Karl Blank).

## Auszeichnungen
- 1750 3. Platz Grand Prix der Académie Royale d'Architecture Paris
- 1752 1. Platz Grand Prix (Prix de Rome) der Académie Royale d'Architecture Paris
- 1767 Mitglied 1. Klasse an der Académie Royale d'Architecture Paris
- 1771 Mitglied der Académie Royale de Peinture et Sculpture Paris
- 1771 Berufung als Präsident der Kaiserlichen Kunstakademie von St. Petersburg durch Katharina II. von Russland (nicht angenommen)
- 1781 Ehrenmitglied der Kunstakademie Kassel
- 1795 Mitglied der Académie des Beaux-Arts, Bereich Architektur